# 政始
政始（まつりごとはじめ）とは、年始や譲位・改元・内裏焼亡・院宮崩御などの宮中の大事後に最初に開かれる外記政のこと。外記政が太政官における政務の中心的地位に上昇した平安時代中期以後に行われるようになり、院政期以後は同日に検非違使庁でも同様の行事が行われるようになった。
年始の場合は御斎会の最終日とされた1月14日に開催されるのが基本であったが、日程については外記が一上に申上して決定された。内容自体は通常の外記政と大きな違いはないものの、上卿以外の公卿も参加し、終了後に賜饌や勧盃が行われるなどの儀式が行われた。